# Teatro comunale (Castiglion Fiorentino)
Il teatro comunale di Castiglion Fiorentino si trova in via Trieste 7.
Promosso da un gruppo di cittadini castiglionesi che nel 1886 dettero vita a una Società Accademica, il nuovo teatro venne iniziato nel 1889 su progetto degli ingegneri Olinto Perticucci e Paolo Bertelli, ma alcuni problemi finanziari ne ritardarono il completamento. Il teatro, di conseguenza, venne inaugurato solo nel 1911.
Realizzato nell'area dell'ex orto degli Scolopi, a ridosso delle mura castellane vicino a Porta Aretina, il teatro presenta una sala a ferro di cavallo con tre ordini di palchi accessibili da un ampio foyer rettangolare; la torre scenica risulta di discrete dimensioni ed è dotata sui due lati di locali di servizio scenico, camerini e scale secondarie.
Nell'insieme il teatro è giunto ai nostri giorni conservando le caratteristiche strutturali e decorative originali, non avendo subito restauri o interventi di particolare rilievo.
Dopo essere stato chiuso nel 1984, nel 2000 ha ripreso la sua attività dopo un intervento di restauro, consolidamento delle strutture lignee e murarie e adeguamento dell'impiantistica, su progetto dell'architetto Mario Maschi e dell'ingegner Massimo Dragoni.